# Партений Гревенски
Партений (на гръцки: Παρθένιος) е православен духовник, митрополит на Охридската архиепископия.

## Биография
Партений е гревенски митрополит на Охридската архиепископия. С хронология на катедрата 1730 - 1743 е споменат от Антим Алексудис и от по-късните изследователи на историята на Гревенската епархия. Партений Гревенски обаче е споменат в ктиторския надпис на Торнишкия манастир „Успение на Пресвета Богородица“ с дата 30 юни 1730 година. Партений е споменат и в ктиторския надпис в църквата „Свети Николай“ в Лохми (Вич) от 2 юни 1742 година.